# Beetle Adventure Racing!
Beetle Adventure Racing! és un videojoc de curses llançat per la Nintendo 64 i fet per EA Games. En un principi, EA tenia planejat crear un videojoc curses en la línia de la seva popular sèrie de videojocs Need for Speed a la N64 abans de tirar endavant amb el Beetle Adventure Racing. El videojoc té elements que fan semblar que siguin dels anys 1970 segons el diàleg i l'estil de música.

## Pistes
Beetle Adventure Racing! té sis pistes. Totes elles es triguen de sis a set minuts per completar-les.

### Coventry Cove
La pista més fàcil i disponible al començament. Es fa un recorregut pel camp. Es condueix al costat de globus aerostàtics, una cascada, un poble, un moll, trens, un graner, Stonehenge, una mina i un castell.

### Mount Mayhem
Pista fàcil. Una cursa lleugera anat costa avall al costat d'una muntanya. Es passa al costat d'estacions d'esquí, plataformes per saltar amb esquís, coves de cristall, una nau extraterrestre, i coves de gel en aquest nivell nevat.

### Inferno Isle
Dificultat mitjana. Es comença a la platja i ràpidament es passa al costat d'un poble costaner, una erupció d'un volcà, un poblet cremant, pirates atacant i un T-Rex esperant als conductors.

### Sunset Sands
Dificultat mitjana. Es comença en un oasis i s'entra ràpidament en un gran desert passant per piràmides.

### Metro Madness
Dificultat difícil. Es comença en una autopista i s'entra en un poble. Llavors es passa al costat d'un cinema, una estació de tren, un casino, una estació de gas i un hotel abans d'entrar al polígon industrial. Quan s'està per allà, es pot trobar-se amb zones de construcció, edificis cremant i garatges de pàrquings.

### Wicked Woods
Dificultat difícil. Es comença la cursa a través d'un circuit tenebrós enmig d'una nit. Passar sobre ponts, a través de molins de vent, esglésies i pobles. Conduir a través de coves i cementiris amb fantasmes passejant. S'acaba en una mansió antiga.

## Música
La música va ser composta per Phil Western, Scott Blackwood i Brenden Tennant.